# バナナ
バナナ（英: banana、学名: Musa spp.）は、バショウ科バショウ属のうち、果実を食用とする品種群の総称または、その果実のこと。東南アジア原産で、いくつかの原種から育種された多年性植物。熱帯～亜熱帯の地域で栽培されるトロピカルフルーツ。種によっては熟すまでは毒を持つ。
日本では古くは芭蕉と呼ばれ、甘蕉（かんしょう）、実芭蕉（みばしょう）という別称もある。
食用果実として非常に重要で、2009年の全世界での年間生産量は生食用バナナが9581万トン、料理用バナナが3581万トンで、総計では1億3262万トンにのぼる。アジアやラテンアメリカの熱帯域で大規模に栽培されているほか、東アフリカや中央アフリカでは主食として小規模ながら広く栽培が行われている。花を料理に使う地域もある。
葉は皿代わりにしたり、包んで蒸すための材料にしたりするほか、服飾品づくりや屋根葺きにも用いられる。世界最大のバナナ生産国であるインドには葉を扱う専門店もある。葉の繊維を主に利用するイトバショウは同属異種である。

## 植物学上の特徴
「バナナの木」と言われるように、高さ数メートルになるが、実際には草本であり、その意味では園芸学上果物ではなく野菜（果菜。詳しくは「野菜#定義」参照）に分類される。その高く伸びた茎のような部分は偽茎（仮茎）と呼ばれ、実際には、葉鞘が幾重にも重なりあっているものであり、いわばタマネギの球根を引き延ばしたようなものである。茎は地下にあって短く横に這う。茎のような先端からは、長楕円形の葉（葉身）が大きく伸びる。

### 花

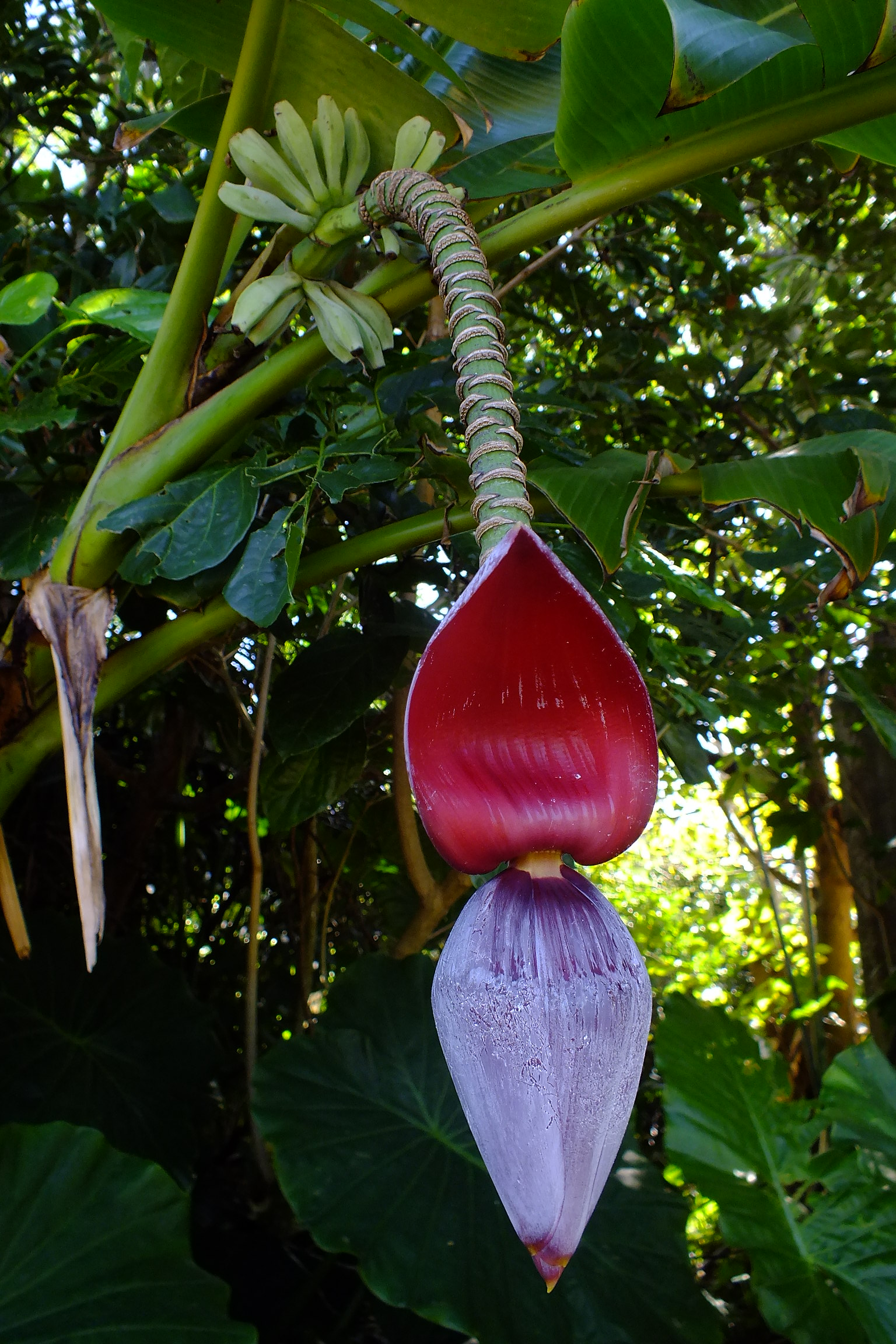
バナナの花と幼果

花（花序）は偽茎の先端から出て、下に向かってぶら下がる。花序は1本の果軸に複数の果房（果段）がつき、各果房には10本から20本程度の果指から成っている。大きな花弁に見えるのは苞葉で、果指の部分が本当のバナナの花である。果指一つ一つが一本のバナナに成長し果房がバナナの房となる。なお、開花は一本の偽茎につき一回のみで、開花後は株元から吸芽を出して枯れてしまう。

### 果実

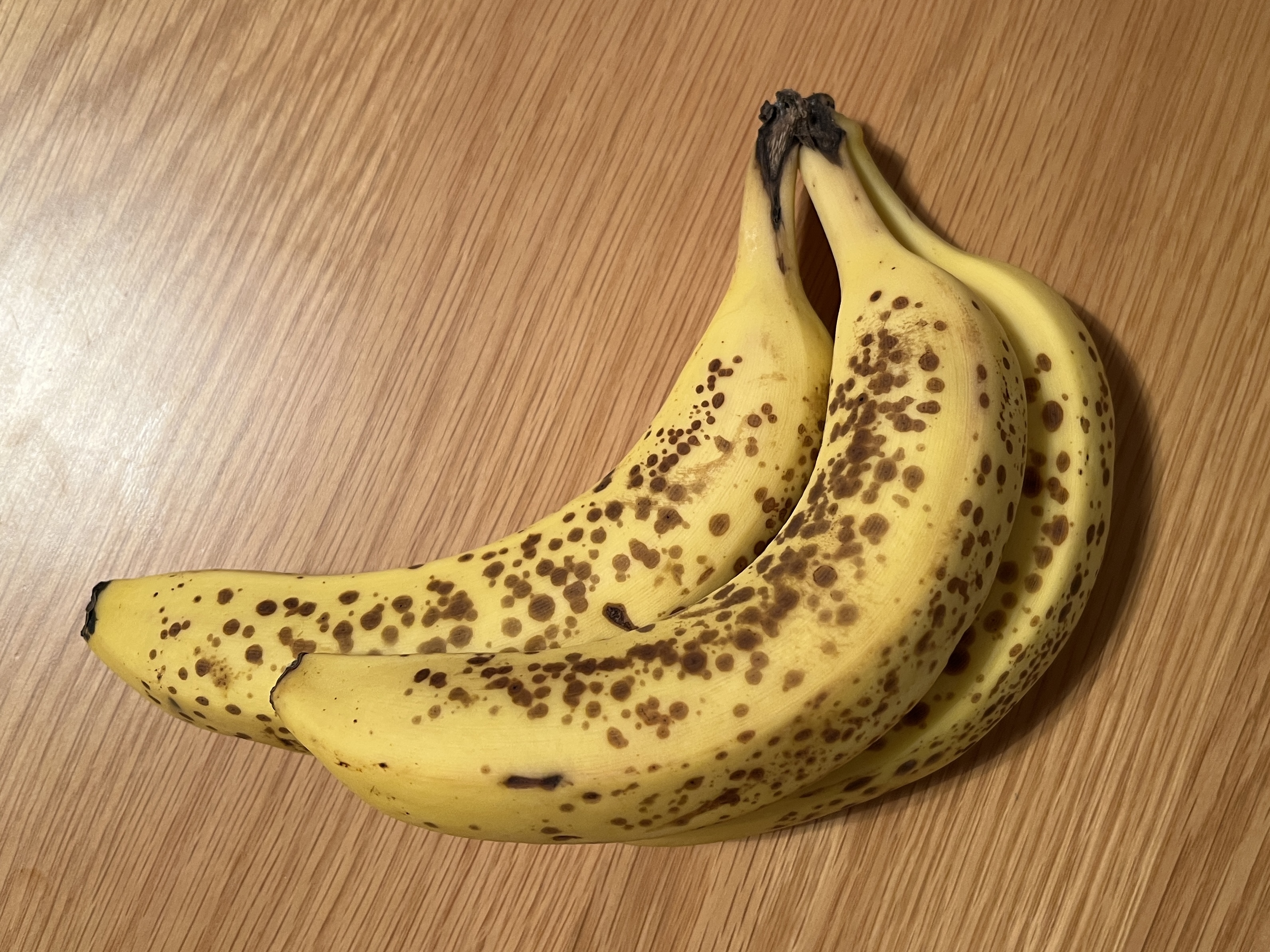
スウィートスポット（シュガースポット）が現れたバナナの果実

最初は下へ向けて成長するが、後に上へ向けて成長することから湾曲した形となる。
果皮の色は品種によって異なり、一般的に知られるものは緑色から黄色であるが、桃色から紫色まで多様である。成熟するにつれてエチレンガスにより緑の色素であるクロロフィルが分解されることで黄色の色素のカロテノイドが残る形で変色が進み、クロロフィル分解物は紫外線を照射すると青色の蛍光を発する。ポリフェノールが酸化をすることで皮が茶色に変化するブラウニングが起き、皮の表面に浮かぶ黒い斑点状の「スウィートスポット (Sweet spot)」「シュガースポット (Sugar spot)」と呼ばれる熟成のバロメータが見られるようになる。
バナナに含まれるアミラーゼは70度付近の加熱や追熟により活性化し、でんぷんが果糖などの糖類に変化してゆく。
キャベンディッシュ種などの食用バナナは三倍体であるため種子を作らない。吸芽の株分けなどで繁殖する。

## 語源
バナナの語源として一般的なものはウォロフ語のバナンナ (banaana) であるが、「指」を意味するアラビア語の بَنَانَة（banāna もしくは banānah, バナーナ, 「（1つの）指先」「指（1本）」） とする説もある。
なお、スペイン語では plátano ともいう。「プラタナス」(platanus)と同語源だが、品種は全く異なる。「プラタナス」の語源は、ギリシャ語の πλατύς（広い）であり、大きな葉が二者の共通点である。

## 品種

### 原種

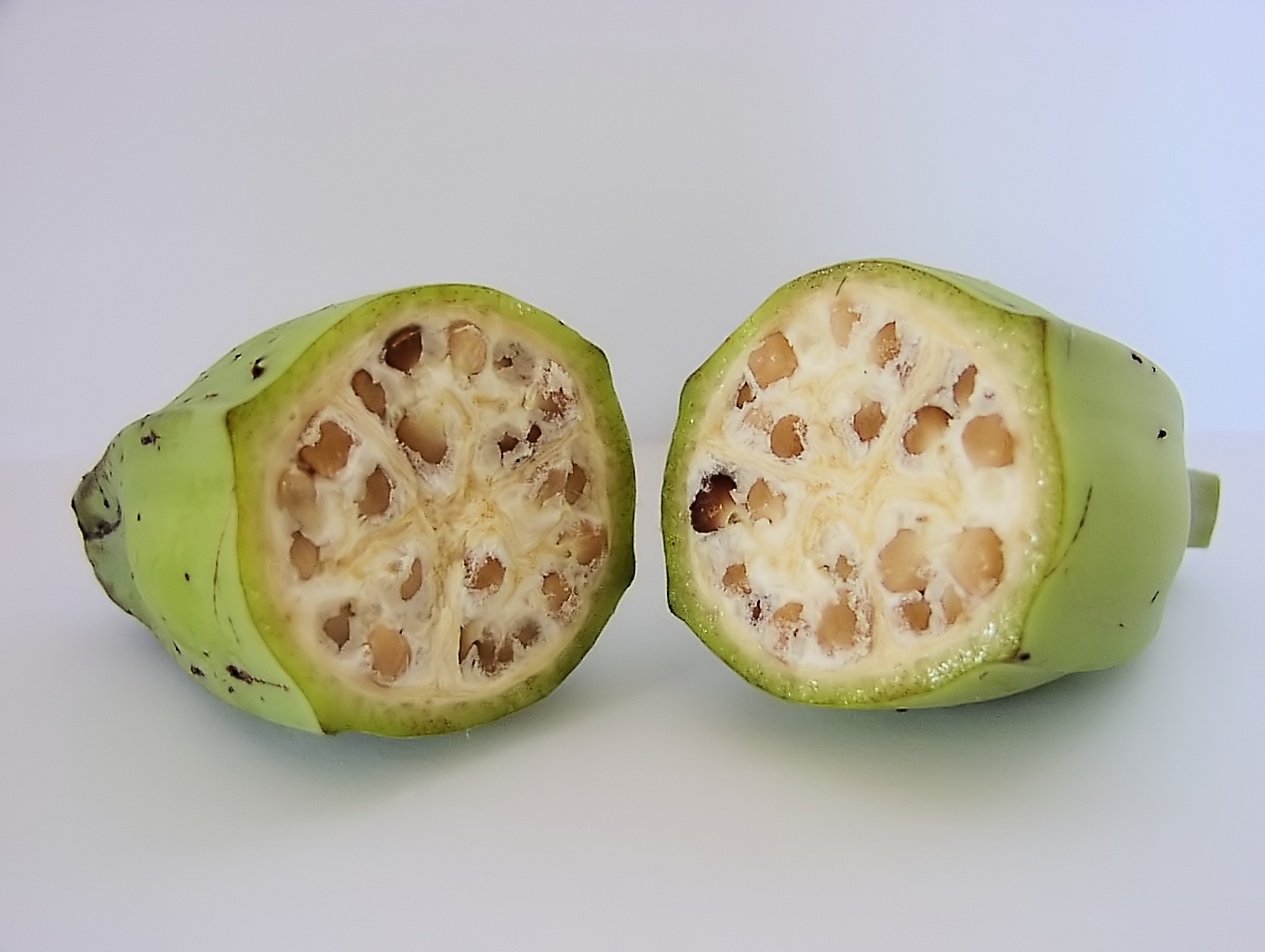
野生種のバナナの断面。多数の種子を含んでいる。

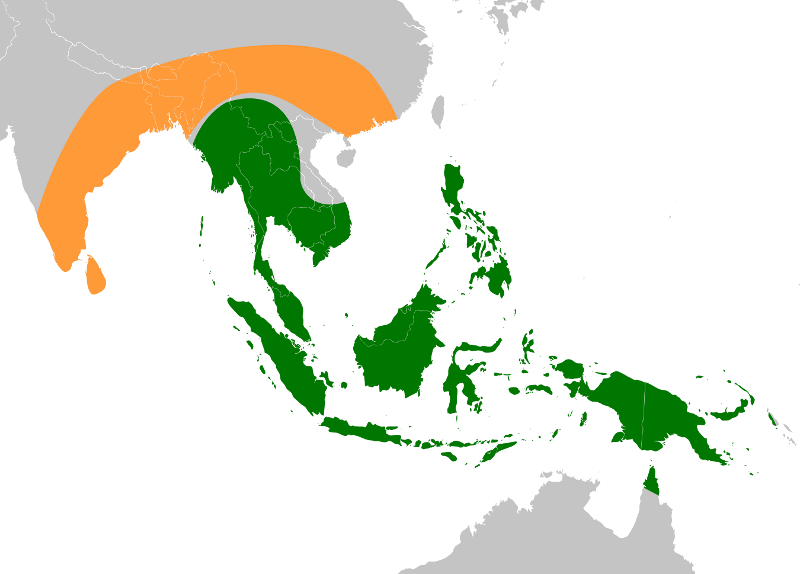
現代の食用バナナの祖先種の元々の自生地域。マレーヤマバショウは緑色、リュウキュウバショウは橙色で示されている。

バナナの原種はマレーヤマバショウ（M. acuminata）とリュウキュウバショウ（M. balbisiana）である。現代ではこの2種は食用とはされないが、栽培種のバナナはマレーヤマバショウ（二倍体ゲノム構成：AA）およびリュウキュウバショウ（二倍体ゲノム構成：BB）のどちらかまたは双方のゲノムを保有する奇数の倍数体であるものが大部分で、ゲノム構成の違いによって分類されることがある。三倍体などの奇数のゲノム構成のため、減数分裂が正常に進行せず、配偶子形成が異常になるため栽培バナナは不稔となる。

### 栽培種

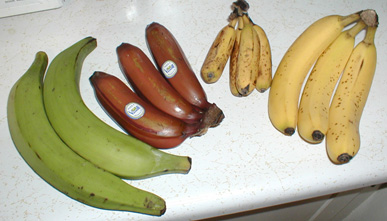
様々な品種のバナナ。左から、プランテン、モラードバナナ、ラツンダン、キャベンディッシュ。

#### キャベンディッシュ (Cavendish)
キャベンディッシュは世界で生産されるバナナのほぼ半数を占め、日本のスーパーマーケット等で一般に売られている品種。日本では主にフィリピンから輸入される。太さを保ちつつ長さもある大型のバナナ。デザート用に栽培されている。皮は厚くきれいな黄色になる。AAAの同質三倍体のゲノム構成を持つ。キャベンディッシュの原産はモーリシャスもあり得る。19世紀には、イギリス人植物科学者によりダービーシャーにあるチャッツワース・ハウスにもたらされた。園芸品種はウィリアム・キャヴェンディッシュに因んで名づけられた。日本では沖縄県で栽培されることもあるが、生育できる北限に近いため結実しても本来のサイズには至らず、生産量は少ないという。

#### ラカタン (Lakatan)
色と形はキャベンディッシュとほぼ同じで、大きさは少し小さい。クエン酸が多く含まれ、やや酸味が高く味が濃い。フィリピンではキャベンディッシュよりも味が好まれ、最も流通量が多い品種となっている。

#### レディ・フィンガー (Lady Finger)
果実の長さが7 - 9センチメートルほどの小型バナナ。皮は薄く、果肉はやわらかくて濃厚な甘みを持っている。日本では主にフィリピンから輸入している。「モンキーバナナ」ともよばれる。通称としてフィリピン産を「セニョリータ」、エクアドル産を「オリート」とよぶ。

#### シマ（島）バナナ
日本国内でも南九州・沖縄県を中心にバナナが栽培されている。
沖縄県や鹿児島県奄美群島では、普通のものよりはるかに短くて小さいシマバナナという品種もよく見かける。味は酸味がやや強い。皮が薄く傷みやすい。詳しい来歴は未詳だが、19世紀後半に小笠原諸島（東京都）から沖縄県に伝わったとされることから「小笠原種」ともいわれる。
小笠原諸島（東京都）で栽培されるキング種も「島バナナ」と呼ばれる。外国産のバナナが多く出回る以前から日本で食べられてきた品種。

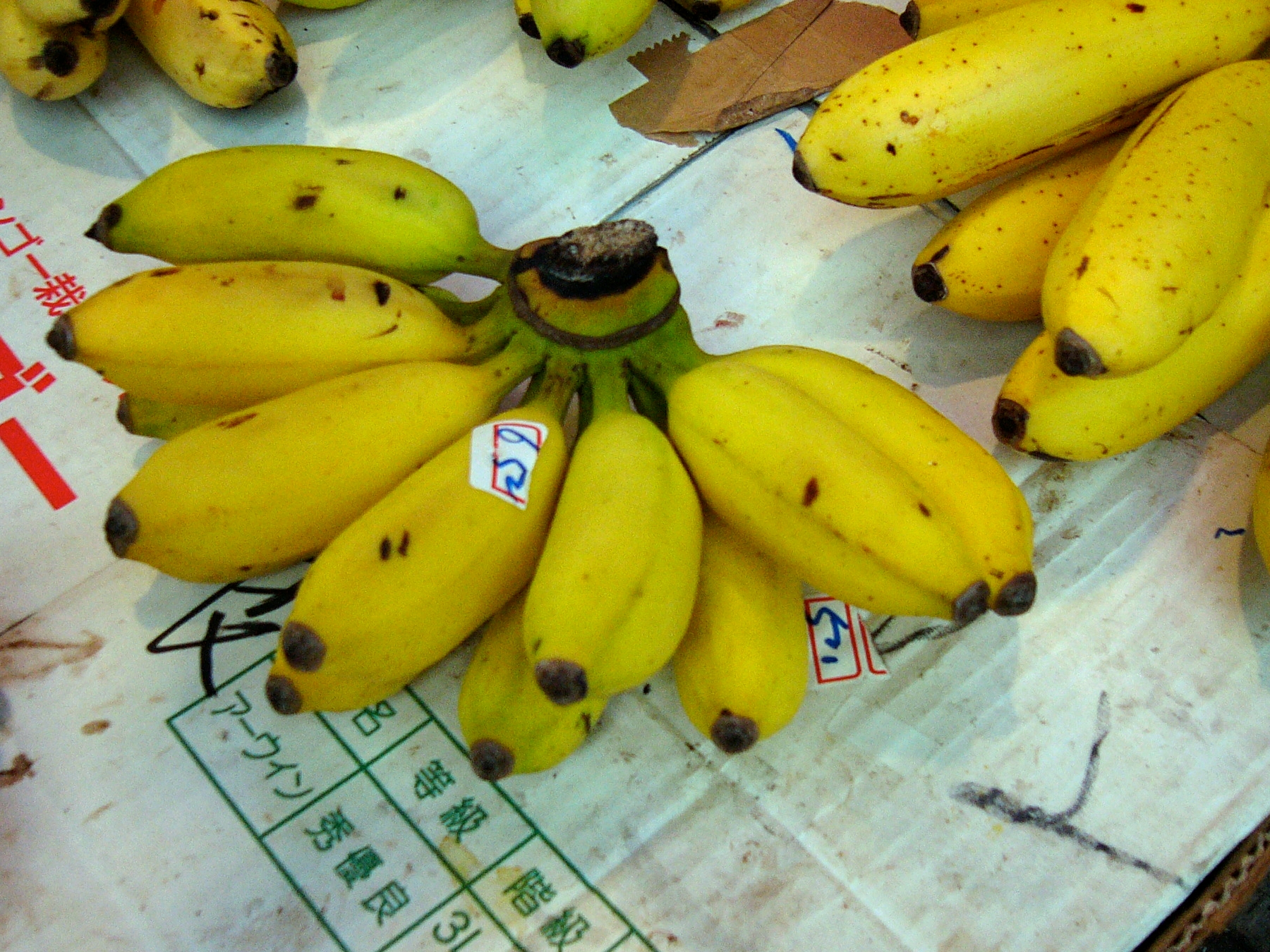
沖縄のシマバナナ

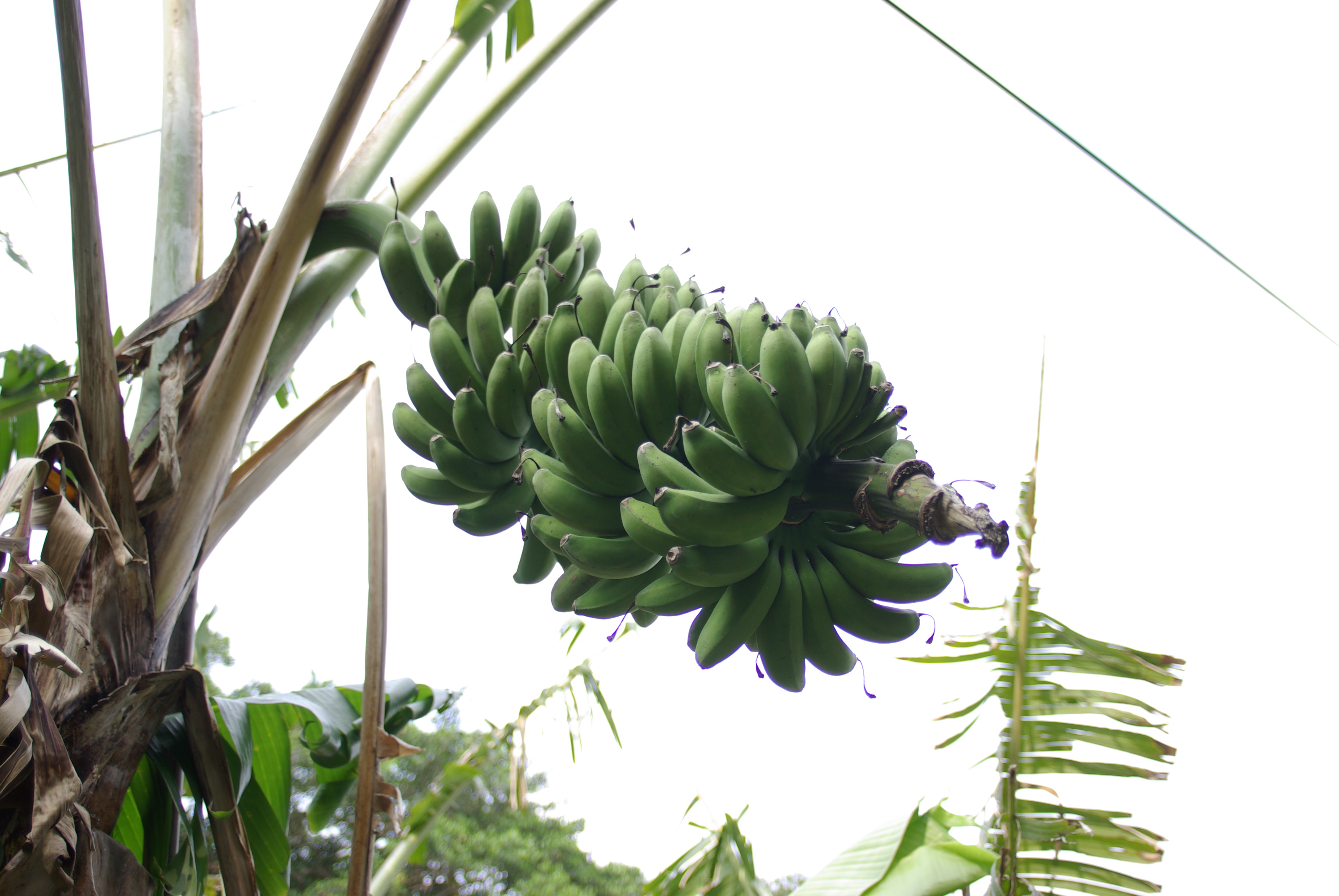
トカラ列島中之島 (鹿児島県)のトカラバナナ

#### グロスミッチェル (Gros Michel, 愛称 big Mike)
キャベンディッシュ種と同じくAAAの同質三倍体のゲノム構成を持ち、どちらもデザート用に栽培されている。かつてはグロスミッチェル種が最も多く栽培されている品種であったが、20世紀中頃に世界的に蔓延したパナマ病によって大打撃を受け、現在では全生産量の1割ほどに留まっている。打撃を受けたグロスミッチェル種の代替としてキャベンディッシュ種の栽培が急速に広まり、1960年代にはグロスミッチェル種の栽培は廃れてしまった。

#### プランテン
AABの異質三倍体のゲノム構成を持つ品種はプランテーン（プランティンとも）と呼ばれ、バナナとは異なる果物（野菜）に分類される場合もある。生食されることはなく、加熱調理して食される。世界生産量の2割弱を占める。

#### その他
- ハイランド（highland）：ウガンダやタンザニアで栽培される料理用の品種。
- 台湾バナナ：やや小ぶりで、ねっとりした甘みがあるバナナ。「北蕉」（ほくしょう）という品種が多い[2]。
- モラード（モラードバナナ）：果皮が赤くなり、果肉が黄白色の品種。果肉はきめ細かく、甘みが強い[2]。

### 遺伝子組み換え
1990年頃からキャベンディッシュに感染するフザリウム菌病（パナマ病）が世界中で流行し始め、この栽培バナナが絶滅しないかどうか危ぶまれている。そこで遺伝子組み換えによってバナナの新しい品種を作成する試みも行われている。栽培バナナは不稔で花粉や種子ができないため、導入された遺伝子が外界に広がって遺伝子汚染を引き起こす可能性は低く、遺伝子組み換え作物に適していると言われる。また、皮をむけば衛生的であり乳幼児でも摂食できるので、バナナ果肉中に抗原を生産させ、経口ワクチンとして利用するための開発が進められている。衛生環境が悪く、電力が不安定でワクチン保存環境も悪い所でも、現地において衛生的で再生産可能な経口ワクチンになるのではないかと期待されている。

## 利用・栽培史
原産地は東南アジアで、マレー半島から熱帯地方の各地に伝わったとされる。バナナの栽培の歴史はパプアニューギニアから始まったと考えられている。日本へは台湾から渡ったといわれている。

### 主食として
パプア・ニューギニア高地のワギ渓谷にあるクック遺跡での発掘によって、オーストロネシア人の到来以前の完新世前期にオーストラリムサ（Australimusa）というニューギニア在来種が人の手によって栽培されていたいくつかの証拠が見つかっている。
東南アジアからニューギニアにかけての地域で栽培化されたバナナは、マレー・ポリネシア系民族が太平洋の島々に移住していくに連れて、それらの島々にも広がっていった。
また、西のインド亜大陸にも栽培化から日を置かず伝播していった。このため、東南アジアからインドにかけての地域においては現在の主要品種以外にも多くの種類のバナナが存在している。東南アジアにおいては、より安定し貯蔵性にも優れたうえ収穫量も高いイネという植物が出現したため、原産地であるにもかかわらずバナナの重要性は限定的なものとなった。一方、伝播した先のオセアニアやアフリカにおいてはバナナをしのぐ栽培植物が出現しなかったため主要な食糧のひとつとなり、非常に重要な地位を占めることとなった。
ダン・コッペル著『バナナの世界史』 によると、古代のインド以西の中東地域において、バナナはイチジクと呼ばれていた。マケドニア人のアレクサンドロス3世はインド遠征でバナナを見た時、これをイチジクと記したとされる。また、アラビア語で書かれた『コーラン』（イスラム教の聖典）に出てくる楽園の禁断の果実「talh」はバナナと考えられており、ヘブライ語『聖書』では禁断の果実は「エバのイチジク」と書かれているとされる。このことから、実は『創世記』に出てくる知恵の樹の実は、通説のイチジクではなくバナナであったとする仮説がある。なお知恵の樹の実をリンゴとする俗説はこれより後世の誤訳に由来する。確かなことは、リンゴは寒冷な中央アジア原産とされ、エデンの園があったとされるペルシャ湾岸では育たないということである。
一方、西のアフリカ大陸にも、マレー系民族の移住したマダガスカルやアフリカ大陸東岸から紀元前後にバナナが伝播した。バナナは熱帯雨林でも栽培ができ、それまでの主作物であったヤムイモに比べて手間もかからず収量も多いため、コンゴ盆地や西アフリカの熱帯雨林地域に急速に広がっていった。コンゴ盆地には5世紀に到達し、これによって熱帯雨林に農耕民が展開することが可能になり、さらに余剰を生み出すことで人口が増加し、交易や文化が発達していった。
大航海時代、アメリカ大陸がヨーロッパ人により"発見"されて移民が始まると、1516年にスペイン領カナリア諸島からカリブ海のイスパニョーラ島にバナナが導入された。奴隷貿易によってアメリカに移住させられた奴隷の故郷はバナナ生産地域であり、彼らによってバナナはカリブ海や中南米の熱帯地域へと広まった。

### 大量生産の時代
ここまでの伝播は主食用の用途を主目的としており、ハイランド・バナナやプランテン・バナナの伝播の歴史であって、果物バナナはそれに付随して伝播していった。これが大きく変わるのは、19世紀の後半にアメリカ合衆国の資本が果物バナナの大規模なプランテーション栽培に乗り出してからである。マイナー・キースの創立したユナイテッド・フルーツ社が1874年にコスタリカに農園を作ったのを皮切りに、大企業が中南米へと進出し、広大な未耕地を開発して大農園を作り上げた。鉄道や船などの輸送手段の改善によってバナナをアメリカの消費者へと送り届けることが可能になり、バナナはホンジュラスやコスタリカ、グアテマラなどの中米の小国において主要輸出品目となるまでになった。20世紀に入るとさらに生産は拡大し、フィリピンなどにおいても商業生産が拡大していった。この生産の急拡大と輸送手段の改善によってバナナは安価な果物として先進諸国において急速に広がっていった。一方で、バナナ会社は寡占化が進み、最大手だったユナイテッド・フルーツ社はバナナ・プランテーション以外にめだった産業のない中南米の小国群を意のままに支配するようになり、こうした国家を指す「バナナ共和国」という政治用語が生まれるまでになった。
一方で、アフリカのバナナ主食地帯には17世紀に南アメリカからキャッサバが伝来し、バナナよりもさらに手間がかからず多収量であるため、またたくまにバナナ栽培地域へと広まった。これによってかなりの地域で主食がバナナからキャッサバへと移行したものの、バナナを嗜好しバナナを主食作物として作り続ける民族もいまだ数多く存在し、料理用バナナは依然この地域の基幹作物の一つとなっている。

## 生産
| 果物バナナ主要生産国 （100万トン） | 果物バナナ主要生産国 （100万トン） |
| ---------------------------------- | ---------------------------------- |
| インド                             | 29.1                               |
| 中国                               | 13.3                               |
| インドネシア                       | 7.0                                |
| ブラジル                           | 6.8                                |
| エクアドル                         | 6.5                                |
| フィリピン                         | 5.8                                |
| アンゴラ                           | 3.9                                |
| グアテマラ                         | 3.8                                |
| タンザニア                         | 3.6                                |
| ルワンダ                           | 3.0                                |
| 日本                               | 0.000032                           |
| 世界総計                           | 113.3                              |
| ソース：FAO2016年データ            |                                    |

バナナは熱帯域を中心に世界の広い範囲で栽培されている。国際連合食糧農業機関 (FAO) の統計によると、2016年の時点で果物バナナ（FAO統計ではBananasと表示）の全世界での年間生産量は1億1328万トンである。また、右図には表示されていないが料理用バナナ（FAO統計ではPlantainsと表示）の同年の全世界年間生産量は3506万トンである。この二種のバナナを合わせた全体の生産高は、2016年で1億4834万トンとなる。
生食用バナナは、多くが大規模なプランテーションで栽培されている。生産量ではインドが28%を占める、そのほとんどはインド国内で消費され、輸出量ではラテンアメリカ諸国が8割を占める。これは、ラテンアメリカ（中南米）諸国およびフィリピンにおいてはバナナが当初から輸出産業として開発されたのに対し、インドやアフリカなどではまず自給用や国内消費用に生産の主眼が置かれているからである。主な輸入国はアメリカ合衆国で、1998年から2000年の統計では世界の全輸入量の33%を占めていた。ついで欧州共同体（EC、EUの前身）が27%、日本8%となっている。
料理用バナナも東アフリカや中央アフリカでは主食とされる重要な作物であり、世界のバナナ生産量のほぼ4分の1を占める。生産量としてはウガンダが飛び抜けて多く、2009年には951万トンと料理用バナナ生産量の4分の1を占める。ついでガーナ（356万トン）、コロンビア（301万トン）、ルワンダ、ナイジェリア、カメルーン、ペルー、コートジボワール、コンゴ民主共和国の順となり、以上の国家が100万トン以上を生産する。料理用と生食用を合わせて考えた場合、ウガンダのバナナ生産量はフィリピンを抜いて世界第2位となる。
料理用バナナは大規模プランテーションで生産されることはなく、小規模自営農が自らの消費分や近隣市場への出荷分を生産する。また、バナナの木は早く大きくなるため、陰樹で成長の遅いカカオなどと組み合わせると被覆植物としての役目も果たす。これを利用し、ガーナでは新しく拓いた農地にまず主食用のプランテンバナナやヤムイモを植えて食料を確保し、その後にカカオの樹を植えて現金収入を確保するというやり方で生産を拡大し、ガーナは1911年にはカカオの世界最大の生産国となった。
でんぷん含有量は、昼夜の寒暖差が大きい地域で生産されたバナナの方が多くなる。

## 流通と保存

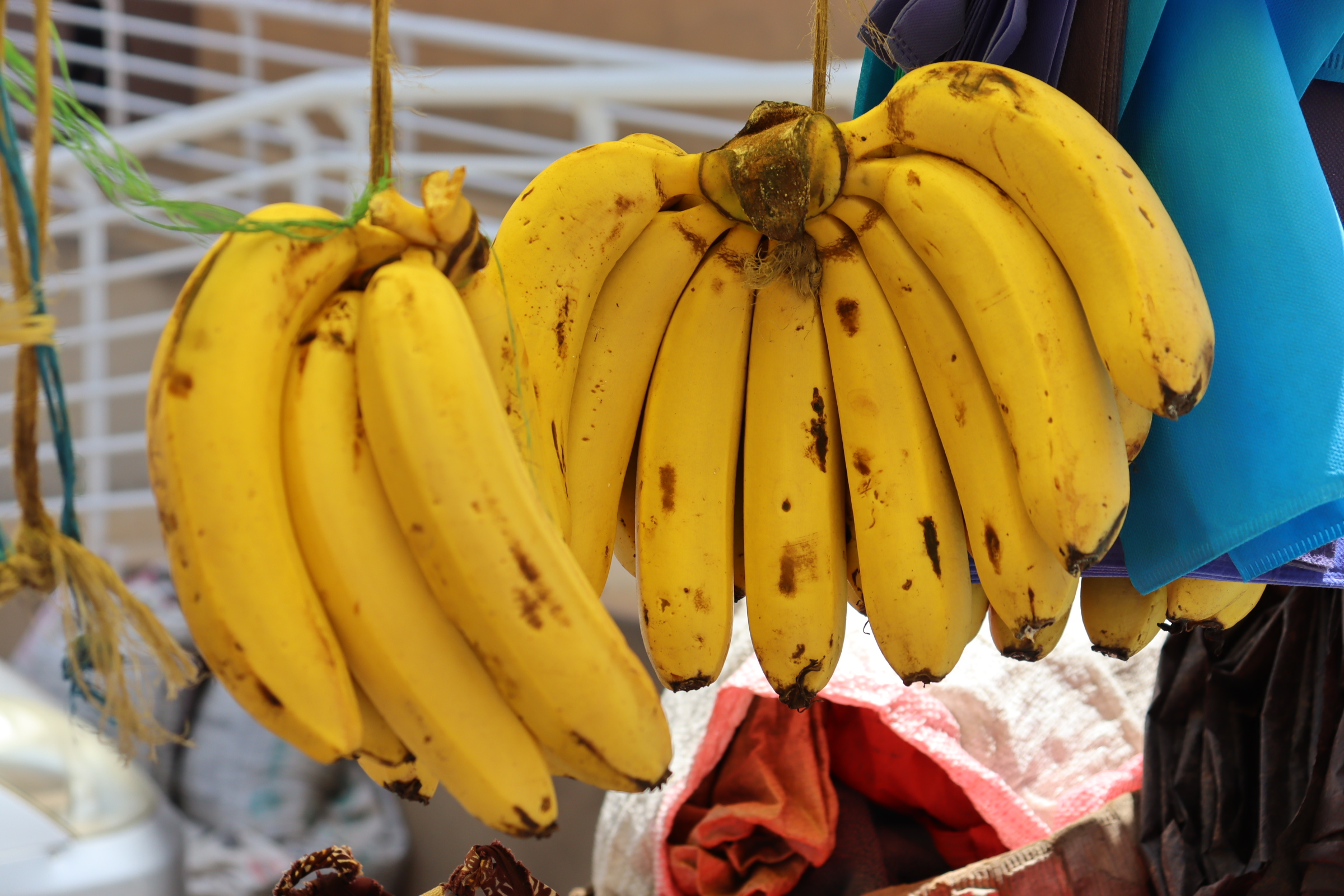
追熟させるため常温で吊るす保存方法

日本では、チチュウカイミバエなどの害虫の侵入を防ぐため、植物防疫法の定めにより熟した状態では輸入できない。このため、輸入するバナナはまだ青い緑熟のうちに収穫して、定温輸送船などで日本に運ばれる。植物防疫法、食品衛生法等の諸手続きを経て輸入通関後、バナナ加工業者の所有する加工室内でエチレンガスと温度、湿度調整によりバナナの熟成を促す（追熟という）。
日本では、他国より輸入されるバナナへのポストハーベスト農薬として、チアベンダゾール（TBZ）およびエニルコナゾール（イマザリル）の使用が許可されているが、使用した場合は表示の義務がある。
黄熟バナナ保存の最適温度は 15 °C 前後（緑熟バナナは 13.5 °C 前後）であり、一時的にでも 13 °C 以下に置かれてしまうと熟成がうまく進まなくなるほか、低温障害をおこし皮が変色する。しかしながら家庭で長期保存するには、購入した時点で熟成が進んでいることが多いため冷蔵庫保管が有利。家庭で熟した果実を保存するときは、1本ずつばらしてポリ袋に入れて冷蔵保存するようにするとよいが、冷やしすぎると痛むことがある。皮を剥いて冷凍で長期保存もできる。完熟したバナナは冷凍しても凍らず包丁で切ることができる。また、接触により傷みやすいため、未熟のときは一般に行われている小売店での陳列とは逆の山型の方を上にして（伏せるようにして）常温で置くか、吊るして保存する。
バナナやオレンジなどの輸入果実を卸売市場で取引するときの単位は「カートン」であり、バナナの場合は1カートンが13キログラム（日本国内）である。同じバナナでも、欧米では1カートンが18キログラムである。
生の黄色い若いバナナを35℃のお湯に5分間浸けて置いてから引き上げ、余熱を持ったまま数時間放置すると、その間にバナナ中の酵素であるアミラーゼの働きが活発になり、でんぷんが分解され、糖度が格段に上がる。またお湯に浸けることで、バナナ中に抗ストレス物質が生成され、常温で2週間は黒く変色せず、保存性が格段に高まる。

## 病害
栽培バナナは不稔でクローン繁殖であるため遺伝的多様性に乏しい。このため、一旦病気が発生すると致命的な打撃を受ける。
フザリウムが引き起こし、実を腐敗させるフザリウム萎凋病（パナマ病） Race 1 は、20世紀中期まで広く栽培されていたグロスミッチェル種を壊滅させた。こののち、Race 1 に耐性があるキャベンディッシュ種が世界的に広く栽培されるようになった。
しかし、1990年頃発生し始めた Race 4 と呼ばれる変異体による新パナマ病はキャベンディッシュ種に感染し、マレーシア、フィリピン、台湾およびアフリカ諸国のバナナ栽培に損害を与え、近年は中国、インドネシア、オーストラリア、ヨルダン、モザンビーク、中米諸国にも被害が広がっている。2014年時点ではこの深刻な新パナマ病への対処法は見つかっておらず、また、フザリウムの胞子が土に何十年と生き残るため土壌の消毒も必要で、このまま世界的に感染が拡大した場合10年以内にキャベンディッシュ種は全滅するとも言われ、品種改良や遺伝子操作、ゲノム解読による対策が急がれている。なお、キャベンディッシュ種の素となった三種類のバナナ品種のうち、パナマ病に耐性のある品種DH-Pahangのゲノムが2012年に解読された。
子嚢菌 Mycosphaerella fijiensis によって引き起こされるシガトカ病は、バナナの葉を黒く変色させ、光合成を阻害して収穫量を半減させる病害である。殺菌剤の噴霧で対処できるが、徐々に薬剤耐性を獲得しており、有効性が低下している。

## 利用
果実・果実の皮・花・茎の芯などが食用とされる。花・果実の皮・葉などが伝統医薬で使用される。葉や茎の繊維は布やバナナペーパーとなる。

### 果実
バナナの果実は一年を通して流通し、栄養価が高く消化の良いエネルギー源となる。世界で生産されるバナナの約4分の3はデザート用、約4分の1が調理用である。アフリカ諸国には、個人の摂取エネルギーのうち半分をバナナに依存する地域も存在する。触ってかたいものは未熟で、果皮に「シュガースポット」とよばれる茶色の斑点が現れると完熟して食べごろになる。
バナナは多くの熱帯の人々にとって、でんぷん源として重要である。栽培品種と成熟度に依存して、果肉の味はでんぷん質から甘味まで、質感は硬いものからどろどろなものまで差がある。皮と内部はどちらも生のままあるいは調理して食べることができる。新鮮なバナナの芳香の主要な構成要素は酢酸イソアミルであり、酢酸ブチルや酢酸イソブチルといったその他いくつかの要素も香りに寄与する。
成熟過程の間に、バナナはエチレンガスを産生する。エチレンは植物ホルモンの一つであり、香りに間接的に影響する。エチレンはアミラーゼ（でんぷんを糖に分解する酵素）を誘導し、バナナの味に影響を与える。より緑色の熟していないバナナはでんぷんの含量がより高く、その結果としてより「でんぷん質な」味を有する。一方で、黄色のバナナは糖含量がより高いため、より甘い味がする。そのうえ、エチレンはペクチナーゼ（バナナの細胞間のペクチンを分解する酵素）を誘導し、これによって熟すにつれてバナナは柔らかくなる。
キャベンディッシュ種などのデザート用バナナは、皮を剥いてそのまま、あるいはケーキやヨーグルトに入れるなどして生食される。牛乳や氷などとともにミキサーにかけてジュースとしたり、バナナスプリットのようなデザートの材料にすることもある。縁日などでは、バナナにチョコレートを掛けたチョコバナナなどが屋台の定番の一品となっている。カンボジアでは熟成前のバナナは塩・砂糖を振りかけ炭火焼で食べられている。なお、乾燥させたものはバナナチップ（ドライバナナ）として販売されている。
料理用バナナは生食用バナナに比べ、でんぷんより、繊維質、ビタミンA等が豊富である。デザート用（生食用）より大きく、一本の長さは30 - 40cm程。基本的には熟す前の物を食用とする（熟した物を食用とすることもある）。そのため、生の料理用バナナは、色は緑で、果物というより野菜のような青臭い匂いがする。生のままでは皮も身も硬く、生食用バナナのように素手で皮を剥いてそのまま食べることはできないので、芋のように刃物で皮を剥き、煮たり蒸したりして加熱してから食べる。味や食感も芋に近く、ほとんど甘さはない。ウガンダをはじめとする東アフリカではこうしたバナナ料理はマトケと呼ばれ、主食として特に重要視される。マトケは蒸したものが基本であり上等とされるが、煮たものもマトケと呼ぶ。料理用バナナはハイランド種やプランテン種をはじめとするいくつかの品種があり、東アフリカにおいてはハイランド種が主食用、プランテン種は軽食用とされるが、西アフリカや中南米においてはプランテン種は主食用とされる。
バナナの揚げ物としては、バナナチップスのように薄く切って素揚げにしたもの（そのままでは甘くないので、パームシュガーの黒蜜をかけることもある）、東南アジアの揚げバナナのように衣をつけて揚げるもの、キューバ料理のトストーネスのように潰してから揚げるもの、などがある。
フィリピンでは、バナナの実を煮込んだ上で、着色料を入れて赤色にしたバナナケチャップが作られており、トマトケチャップ同様に一般的に使用されている。ベトナム、ラオスなどでは、いわゆるモンキーバナナを焼いたものがおやつとして屋台などで売られる。イギリスのスーパーマーケットでは最も需要の高い食品とされ、年間売上額は7億5000万ポンドに達する。日本では、手軽に食べられるおやつとしても親しまれている。
バナナを穀物粉と共に発酵させたアルコール飲料であるバナナ・ビールはアフリカで広く飲まれている。
栄養素は、高血圧予防によいカリウム、整腸作用や便秘改善の働きがある食物繊維やオリゴ糖が豊富に含まれており、ポリフェノールによる抗酸化作用も期待されている。
- トストーネス（フライドバナナ）を調理中
- マラスキーノ・チェリーとアイスクリームを添えた揚げバナナ

#### バナナ炭
実のうち傷があったり、販売用として大きすぎて規格外品に分類されたりしたバナナは、加工用に回されるほか、食品ロスを減らすため炭化させて「バナナ炭（すみ）」がつくられる。フィリピンでは土壌改良剤に使われているほか、ドール・ジャパンが木炭の代用品として商品化に取り組んでいる。

### 花
フィリピン、インドネシア、タイ、南インドなどバナナの生産地ではバナナの花（蕾）を食用とする地域が珍しくない。それらの地域では食用のバナナの花が市場で売られている。食べ方は、蕾の外側の苞葉を排除して、つまり、蕾の皮を剥くと、可食部である芯が現れる。そのままではアクがあり食べられないため、水にさらしてアクを抜いてから炒めて調理する。苦味がある。
また、菜食主義者などは、フィッシュ＆チップスにおける魚の代替としている。

### 葉

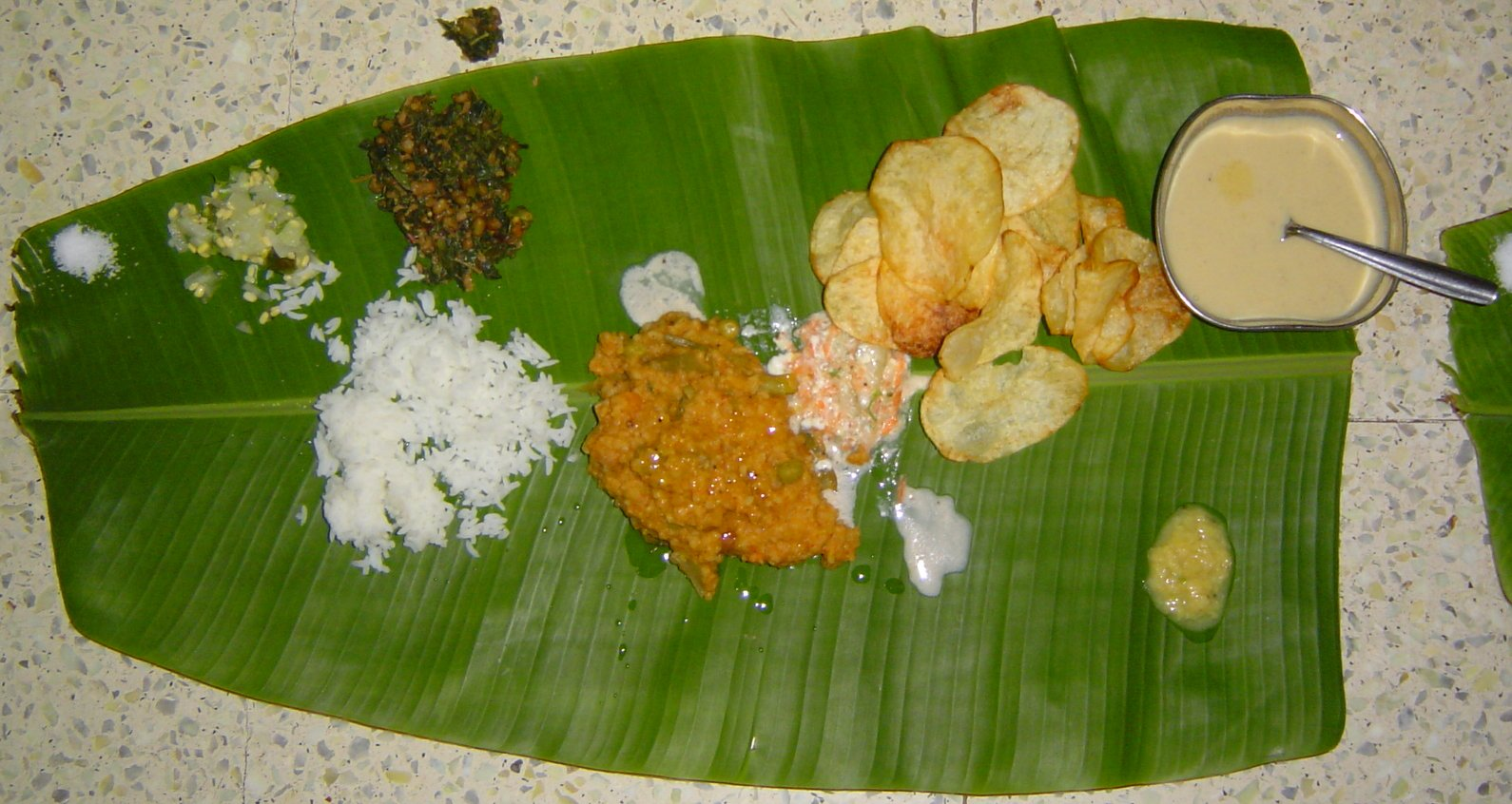
バナナの葉に盛り付けた南インド料理

バナナの葉は調理器具や食器として用いられ、もっぱら葉を取るための葉バナナも栽培される。
東アフリカでは調理用バナナをバナナの葉に包んで蒸したマトケが主食である。南インドの正餐では、料理をバナナの葉の上に盛り付けて食べる。サイパンにはココナツとタピオカを練り合わせて作った餅をバナナの葉で包んで蒸し焼きにするアピギギというチャモロ伝統の菓子がある。パプアニューギニアには、地面に掘った穴に、熱した石を入れ、バナナの葉で包んだ肉や魚などを置いて、土をかぶせて蒸し焼きにする「ムームー」という料理がある。
また、熱帯地方では簡易な家屋の屋根を葺く材料としても使用される。
沖縄では芭蕉布がバショウ科のイトバショウ葉の繊維で織られる。喜如嘉の芭蕉布である。
儀式
ベトナムのムノン族では健康の儀式で、葉を使った象、水牛、牛の模型を作る。
フィリピンでは、現地で「泥の人」と呼ばれる、キリスト教の聖人ヨハネをたたえる儀式で、バナナの葉を使った服を着用する。
ミャンマーでのKundaungでバナナの葉と花を使った容器を川に流す儀式を行う。

### 樹木
熱帯ではないところでは観賞用に植えられることがある。枯れた木は主に製紙用チップとして世界各国で利用され、果実と同じ匂いがする。
バナナの芯は、フィリピンなどで食用とされる。
茎からは、少なくとも13世紀頃から布に加工されていた。さらに繊維を加工するために多くの企業が研究を行っている。

### 皮
食物としての入手容易性と、潤滑効果があることから、割礼の習慣のある国・地域を中心に男性の自慰行為に使用されることがある。
バナナの皮には幻覚作用を持つアルカロイド、ブフォテニンが微量ながら含まれているという都市伝説もある。1967年、Berkeley Barbという新聞に冗談でバナナの皮にはバナナジンが含まれていて麻薬作用を起こすと書かれたのが始まり であり、それが転じてブフォテニンが含まれている、となった。
食物繊維、タンパク質、マグネシウム、カリウム、抗酸化化合物が豊富に含まれ、人が食用にできるほか、動物用の飼料・サイレージ化飼料ともなる。料理法としては、ベンガル地方では、青いバナナの皮を柔らかくなるまで火を通して、ニンニクや青唐辛子とともにピューレ状にして調味料とともに炒めるなどがある。そのほか、菜食主義の人用に牛肉の代わりのレシピなどが公開されている。
また、革靴や銀器を磨く、園芸の肥料、河川に含まれる鉛や銅などの重金属イオンを除去する浄水用フィルターなどにもなる。

## 日本におけるバナナ

### 歴史
日清戦争の9年後の1903年（明治36年）に、日本統治下に置かれた台湾から神戸港に向けて、7カゴのバナナを移入したのがバナナ輸入の始まりと言われている。当時は一般人が入手出来ない高価な希少品であった。第二次世界大戦中は輸入が途絶えるなどして、戦後には再開されたが、不急不要品としてGHQにより輸入制限が課せられていた。このため、希少品であることに変わりはなく、価格は4 - 5本につきサラリーマンの平均給与の2.5%程度（平均月収30万円ならば7500円）であった。
1949年（昭和24年）5月24日に台湾からの輸入が再開。
1963年にバナナ輸入が自由化され、フィリピン産バナナが台頭するなどにより安価な普及品へと変化した。
1972年（昭和47年）より住商フルーツ（現スミフル）がいち早く、高地農園で高糖度バナナの栽培を開始。その後、2003年（平成15年）前後から、標高500m以上の農園で通常より長い生育期間（約4ヶ月）を経て栽培した食味の良いバナナがスーパーマーケットなどに定着するようになり、ブランド化が進んだ。主なものに「甘熟王（かんじゅくおう）」「スウィーティオ」がある。逆に、日用品としてのコストパフォーマンス向上のため、各小売店で安さを重視したバナナがプライベートブランド（PB）商品として発売されるようにもなった。バナナは最も入手し易い果物の一つとなった。

### 輸入と生産
平成22年度においては、日本のバナナ輸入の94.7%はフィリピンからのものであり、ほぼ独占状態にあった。ついでエクアドルからが3.6%、ほかに台湾やペルーなどからもわずかに輸入がある。その後はエクアドル産がシェアを伸ばしており、2017年の総輸入量98万6000トンのうち、フィリピンからが79万1000トンと最多を維持しているものの、エクアドルからも14万7000トンが輸入された。メキシコ産やグアテマラ産なども日本へ入ってきている（財務省『貿易統計』）。
2023年、栃木県真岡市で国内では珍しい品種「サンジャク」系の苗でバナナの栽培に成功し「とちおとこ」の商品名で出荷が開始された。

## 文化

フィジーの国旗にはバナナがあしらわれている

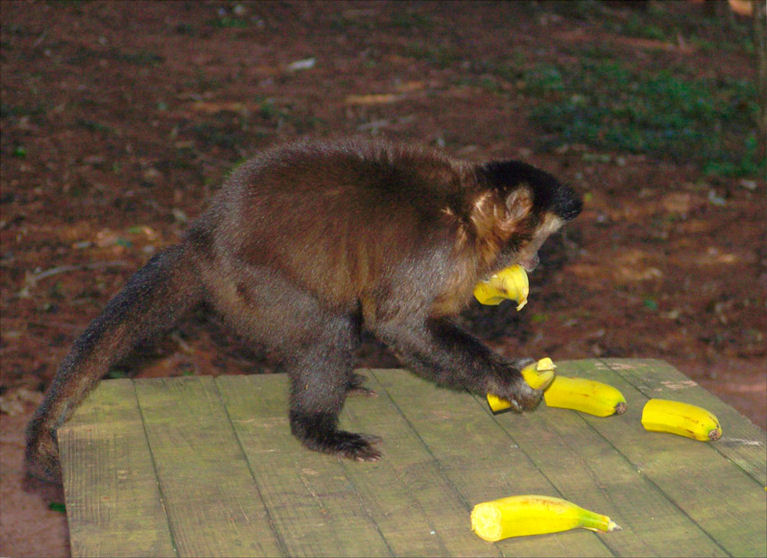
バナナとサルは切っても切れない関係にある

- タイでは、「簡単なこと」や「ありふれたこと」を意味する言葉として「クルアイ・クルアイ」（「กล้วยๆ」「kluay kluay」。「バナナ・バナナ」の意）という言い回しがあり、バナナが日常に根ざしていることがうかがえる。ウガンダでは「食べ物」と「バナナ」を示す言葉が同じ「マトケ」[29] であり、日本語の「ごはん」と「米飯」が同じであることと似ている。
- バナナは黄色い皮をむけば中身は白いので、「黄色人種なのに中身は白人のつもり」という白人に迎合的、「外見はアジア人だが言葉や文化、思想などは欧米的」を意味するスラングとしても使われる[66][注 5]。また該当する人物が半ば自虐的に使うこともある[66]。
- 一次産品に依存した発展途上国の蔑称として「バナナ共和国 (Banana Repubic)」がある。元々はアメリカ合衆国の干渉を受けたホンジュラスを指していた[67]。
- 謡曲の三番目物で『芭蕉』がある。金春禅竹の作品で、芭蕉の精が中国の楚の僧の前に現れ、世の無常と芭蕉にまつわる故事を語り、舞をまう。
- 猿の好物としてのイメージが強い。このため人種差別に使われることがある（後述）。実際のサル目動物はバナナに限らず様々な果実類・穀物・昆虫などを食べる。
- 俳句では夏の季語（例「川を見るバナナの皮は手より落ち（高浜虚子）」）。
- 曲がっている事を例えてバナナを用いる。バナナシュートはサッカー等の球技でカーブシュートを指す。チキータと言う卓球の打法はボールがチキータ・ブランズ・インターナショナルのチキータバナナのように曲がることから名付けられた。

### 皮で滑る表現
バナナの皮は食べられないため、食用としては捨てられる部位である。そのため、路上に遺棄された皮を踏んだ人が滑って転ぶ古典的なギャグとしての利用が世界的に知られている。バナナの可食部に面する果皮の内側は多量の植物油を含んでいるため、摩擦係数が低減するため滑りやすくなる。この現象はワックスを塗った床が滑りやすくなるのと同じ原理である。
こうしたギャグは、さまざまなメディアに描かれた表現を検証する書籍としてまとめられるほどの歴史と多様性を持っている（『バナナの皮はなぜすべるのか?』（黒木夏美著、2010年、水声社、ISBN 978-4891767778））。
ギャグとして知られる一方で、摩擦係数の低減についての学術研究は長らく行われず、これを行った生体摩擦学者の馬渕清資らは2014年にイグノーベル賞を受賞している。
バナナの皮を踏んだ人が滑る表現の起源は定かではないが、出版物においては19世紀にオレンジの皮で滑る表現が存在し、1900年前後には、オレンジの皮・バナナの皮がそれぞれ別の曲で、歌の題材としても用いられた。芸として確立させたのはヴォードヴィリアンのビリー・ワトソン（別名:ウィリアム・シャピロ、1876 - 1939）であり、1900年代初頭に舞台で持ちネタとして披露したことで名声を博し、「“スライディング”・ビリー・ワトソン」の異名を取った。
同様に、最初に登場した映画作品は不明だが、1908年には英国の映画『Banana Skins』（フランク・モーターショウ監督）で少年がバナナの皮で人々を滑らせる様子が描かれた。1910年代初めには既に定番の表現であったとされている。その後、マック・セネット『A Healthy Neighborhood』（1913年）や、チャーリー・チャップリン『チャップリンのお仕事』（1915年）や『アルコール先生海水浴の巻』（1915年）、『偽牧師』（1923年）、ハロルド・ロイド『ロイドの浮気者』（1917年）、『ロイドの福の神』（1926年）、バスター・キートン『キートンの隣同士』（1920年）、『キートンのカメラマン』（1928年）、ローレル&ハーディ『世紀の闘い』（1927年）、さらに後年の『おかしなおかしなおかしな世界』（1963年）など、視覚的な分かりやすさから多くのコメディ映画に用いられた。ちなみにキートンは1921年の『キートンのハイ・サイン』で、仕掛けに通行人が引っ掛からないという進化させた表現を用いている。
（演芸・映画におけるバナナの皮を使ったギャグの考察については、外部リンクの”The History Of Those Darn Banana Peels”も参照。）
文学では中島敦が『虎狩』で中学生の「私」が現在のソウル郊外で虎狩りを見物し、獲物を待つ間に食べたバナナで「妙案」を思いつき、「此のバナナの皮を下へ撒いておいて、虎を滑らしてやろう」と考える話が出てくる。
漫画では赤塚不二夫の『おそ松くん』の『クリーニング屋 まじめにやれよ』（曙出版「おそ松くん全集」第9巻所収、アニメでは第1作第8話『井矢見のクリーニング屋』）で、イヤミが六つ子をバナナの皮で滑らせようとするが六つ子は滑ったものの空中回転して無事着地し、イヤミ自身が滑って川に落ちてしまう、というギャグがある。
任天堂のレースゲーム「マリオカートシリーズ」においてはバナナの皮をコース上に設置して接触したプレイキャラクター（マシン）はスピンするトラップアイテムとして登場する。

### バナナダイエットブーム
2006年頃から日本では「朝食にバナナを食べる」という「朝バナナダイエット」なる肥満解消法 がインターネット上やテレビで取り上げられた。2008年3月には同法の提案者とされる「はまち。」こと渡辺仁が書籍『朝バナナダイエット』をぶんか社から上梓。ブームの過熱ぶりにより、日本各地でバナナが一時期品薄状態になった。

### 作品
- 美術
  - アンディ・ウォーホル - シルクスクリーンでバナナを描いた『ヴェルヴェット・アンダーグラウンド・アンド・ニコ』のレコードジャケット
- 映画
  - 『実芭蕉(バナナ)』2013年 - 村松英治監督、堀内暁子主演
- 童謡
  - とんでったバナナ（水谷玲子 / 小鳩くるみ / 森みゆき / 坂田おさむ・神崎ゆう子他）
  - バナナのおやこ（林アキラ・森みゆき/ 坂田おさむ・神崎ゆう子 / 速水けんたろう・茂森あゆみ / 他）
- みんなのうた
  - 元祖バナナの魂（山本コータロー）
  - バナナ スピリット（西岡恭蔵）
  - バナナ村に雨が降る（EPO）
  - バナナをたべるときのうた
- 歌謡曲・ポップス
  - バナナ・ボート - バナナ生産国の労働歌。1956年にハリー・ベラフォンテが歌い大ヒットした。
  - バナナの涙（うしろゆびさされ組）
  - バナナチップス（少年ナイフ）
  - BA-NA-NA（中島みゆき）
  - バナナの皮 (ピチカート・ファイヴ)
  - 海辺のバナナ (遠藤ミチロウ)
  - Give That Wolf a Banana（英語版）
- ロック
  - バナナズ（ディープ・パープルの17枚目のスタジオ・アルバム）
- アニメソング
  - バナナダンス（いずみたくとそのファミリー）
  - バナナフリッターズ（声優ユニット）
- ゲーム
  - Peely（Fortnite）
- meme
  - Banana Song (I'm A banana)

### 人種差別行為
上述のようにバナナは猿の好物とされ、猿を連想させるものでもあるため、サッカーでは白人が黄色人・黒人選手を猿扱いする目的でバナナを競技場内に投げ入れることがあり、これが人種差別的行為とみなされる場合がある。主に欧米の試合などで見られるが、とりわけ1970年以降、欧州を中心にアフリカ生まれの黒人選手が増加したことに対し、バナナを投げ入れる差別行為が頻発した。
2014年4月27日にエル・マドリガルで行われたリーガ・エスパニョーラ第35節のビジャレアル対バルセロナ戦において、バルセロナのダニエウ・アウベス選手が投げ込まれたバナナを平然とその場で食べるという行為に賞賛が集まり、世界的な差別撲滅キャンペーンへと発達した。
日本では2014年8月に横浜F・マリノスのサポーターが試合中にバナナを振ったとして、無期限入場禁止やクラブに対する処分が下されている。この事件から日本でも関心が深まることになった。

## 生産・労働問題
先進国では低価格で販売され、手で皮を剥くだけで食べられる手軽さと、極めてクリーミーな食感が人気で、大量に消費されている。先進国で低価格で販売されて大量消費される裏側で、先進国向けに果物を供給する多国籍企業が熱帯の発展途上国にバナナのプランテーションを築いて現地の労働力を買い叩くだけでなく、作物の生産を海外向けのバナナの生産に転換させることで現地で消費する農作物が不足したり、バナナ生産の効率化のために農薬を空中散布して現地民に健康被害を齎しているため、現地の労働組合を中心に抗議活動が行われている状況にある。
日本向けバナナを生産しているミンダナオ島のプランテーションにおいて労働問題や農薬による健康被害などの問題が出ている。この問題を取り上げたドキュメンタリー映画『甘いバナナの苦い現実』も製作されている。

## ギャラリー
- バナナが実る様子
- バナナの実の縦断面
- 未熟なバナナの実（料理用の一種）
- バナナスライサー
- バナナケース（バナナボックス）
- バナナスタンド
- バナナの自動販売機